# José Antonio Carrillo
José Antonio Ezequiel Carrillo (1796 – 1862) è stato un politico e militare messicano.
Come comandante prese parte alla guerra messico-statunitense e fu Alcalde di Los Angeles.

## Biografia
José Antonio Carrillo fu un californio. Era il figlio di José Raimundo Carrillo (di origine creola spagnola) e fratello di Carlos Antonio Carrillo (1783 – 1852) Governatore dell'Alta California (il quale fu per tre volte non consecutive comandante del Pueblo de Los Angeles e sindaco tra il 1826 ed il 1834).
Sposò Estefana Pico (1806–) nel 1823 e dopo la sua morte Jacinta Pico (1815–) nel 1842; entrambe le donne erano sorelle di Pío Pico e di
Andrés Pico.
Nel 1834 fu concessionario del Rancho Las Posas (oggi Contea di Ventura) e dell'Isola di Santa Rosa delle Channel Islands.
Fu Alcalde (sindaco) di Los Angeles, per tre volte, nel 1826, 1828 e nel 1833.
Durante l'Assedio di Los Angeles, Carrillo assieme al capitano José María Flores e ad Andrés Pico formò una milizia per difendere l'Alta California durante la guerra messico-statunitense.
Carrillo si distinse comandando 50 lancieri Californio portandoli alla vittoria nella battaglia di Dominguez Rancho contro 203 marines.
Gli americani, sotto il comando del capitano William Mervine furono costretti alla ritirata dal posto dove oggi sorge Carson a San Pedro Bay.
Il commodoro Robert F. Stockton, capo della Pacific US Naval Fleet, fu così sorpreso dalla forte resistenza dei californios che subito salpò
per San Diego a riorganizzarsi.
Due mesi dopo Stockton salvò le forze del generale Stephen W. Kearny circondate nella battaglia di San Pasqual ed assieme entrarono a Los Angeles l'8 gennaio 1847 riunendosi al battaglione di John Charles Frémont.
Comandati da José María Flores con Carrillo come vice comandante, un gruppo di 150 californios combatterono la battaglia di Rio San Gabriel e la battaglia di La Mesa. Il 12 gennaio 1847 l'ultimo gruppo di californios si arrese alle forze americane decretando così la fine della guerra in California.
Il 13 gennaio 1847 Carrillo in qualità di commissario per il Messico scrisse in inglese ed in spagnolo il trattato di Cahuenga e fu presente alla sua firma.